# Lac Des Allemands
Le lac Des Allemands (ou lac des Allemands) est situé dans l'État de Louisiane aux États-Unis à 42 km au sud de La Nouvelle-Orléans et à une dizaine de kilomètres au Sud de la ville d'Edgard et du fleuve Mississippi. 
Cette étendue d'eau a une superficie de 49 km2. 
Ce lac s'étend sur la paroisse de Saint-Jean-Baptiste, la paroisse de la Fourche et la paroisse de Saint-Charles.
Le lac Des Allemands communique au lac Salvador par le bayou Des Allemands qui s'écoule en passant par la petite ville Des Allemands. Les eaux du lac Des Allemands s'écoule vers la baie de Barataria dans le golfe du Mexique.
Son nom lui fut donné par les Louisianais à l'époque de la Louisiane française lors de l'arrivée de colons germanophones au XVIIIe siècle dans ce secteur qui fut appelé la "Côte des Allemands". Il était jusqu'alors connu sous le nom de lac des Ouachas.
Au XXIe siècle, le lac Des Allemands est en partie une zone de prospection et d'exploitation pétrolière. 
Malgré cette industrie pétrolière, le lac Des Allemands recèle une grande quantité de poissons-chats ou siluriformes.